# Югна
Югна — река в России, протекает по Архангельской области. Исток находится на водоразделе рек Пинега и Северная Двина, на границе Холмогорского и Виноградовского районов. Течёт с северо-запада на юго-восток. Устье реки находится в 99 км по правому берегу реки Ваеньга. Длина реки составляет 83 км. Площадь водосборного бассейна — 549 км².

## Притоки
- Шидровка
- Семгас
- Урас
- Самоедка

## Данные водного реестра
По данным государственного водного реестра России относится к Двинско-Печорскому бассейновому округу, водохозяйственный участок реки — Северная Двина от впадения реки Вага и до устья, без реки Пинега, речной подбассейн реки — Северная Двина ниже места слияния Вычегды и Малой Северной Двины. Речной бассейн реки — Северная Двина.
По данным геоинформационной системы водохозяйственного районирования территории РФ, подготовленной Федеральным агентством водных ресурсов:
- Код водного объекта в государственном водном реестре — 03020300412103000032877
- Код по гидрологической изученности (ГИ) — 103003287
- Код бассейна — 03.02.03.004
- Номер тома по ГИ — 03
- Выпуск по ГИ — 0